# 纹鹪鹛
纹鹪鹛（学名：Kenopia striata），是雀眉科纹鹪鹛属的一种，且仅仅只有这一种。分布于文莱、泰国、印度尼西亚、马来西亚和新加坡（已绝灭）。该物种的保护状况被评为近危。
其种加词“striata”意为“有条纹的”。
纹鹪鹛的平均体重约为19.8克。栖息地包括亚热带或热带的湿润低地林和亚热带或热带的湿润山地林。